# Ancient Bards
Ancient Bards é uma banda italiana de power metal sinfônico, fundada em janeiro de 2006 pelo tecladista Daniele Mazza.

## História

### Formação
O projeto começou a ser concretizado em 2006 após Daniele se encontrar com o baixista Martino Garattoni. A primeira formação estável foi completa em 2007, com Sara Squadrani nos vocais, Alessandro Carichini na bateria e Claudio Pietronik e Fabio Balducci nas guitarras.
Em setembro de 2010, Alessandro deixou o grupo e foi substituído por Federico Gatti. A alteração mais recente ocorreu ao final de 2013, quando Balducci saiu por motivos pessoais. Desde então, a banda tem utilizado Simone Bertozzi como guitarrista convidadao ao vivo.

### Álbuns
O estilo e conceito do álbum de estreia deles, The Alliance of the Kings, foi comparado à banda conterrânea Rhapsody of Fire. O álbum é o primeiro de uma série denominada The Black Crystal Sword Saga com cada faixa sendo um episódio.
As versões italiana e alemã da revista Metal Hammer comentaram a "escrita e composição sofisticadas" do lançamento. A edição alemã também encontrou similaridades entre as vozes de Sara Squadrani e Anette Olzon, então vocalista do Nightwish.
O segundo álbum da banda, Soulless Child, foi lançado em 2011. Ele prossegue com a saga. Críticos da Metal Hammer alemã e da Rock Hard concordaram que o álbum tinha uma tendência kitsch. Enquanto a Metal Hammer encontrou várias coisas positivas em faixas individuais, a Rock Hard o criticou por não ter ganchos originais.
Em abril de 2014, o terceiro álbum A New Dawn Ending, foi lançado, concluindo a saga.

## Discografia
EP
- Trailer of the Black Crystal Sword Saga (2008)

Álbuns
- The Alliance of the Kings (2010)
- Soulless Child (2011)
- A New Dawn Ending (2014)
- Origine - The Black Crystal Sword Saga Part 2 (2019)

## Membros

### Integrantes atuais
- Sara Squadrani – vocais (2007–atualmente)
- Claudio Pietronik – guitarra (2007–atualmente)
- Martino Garattoni – baixo (2006–atualmente)
- Daniele Mazza – teclados (2006–atualmente)
- Federico Gatti – bateria (2013–atualmente)

Músicos convidados
- Simone Bertozzi – guitarra ao vivo em 2014

### Ex-integrantes
- Alessandro Carichini – bateria 2007–2010)
- Fabio Balducci – guitarra (2007–2014)